# 市郡区番号
市郡区番号（しぐんくばんごう）は、アマチュア無線において日本国内の市・郡・区を表す番号である。

## 概要
1962年（昭和37年）7月に日本アマチュア無線連盟（JARL）が制定した

もので、1968年（昭和43年）に自治省（現総務省）が制定した行政事務用の全国地方公共団体コードとは異なるものである。
市区を表す番号をJCCナンバー（Japan Century Cities）、郡を表す番号をJCGナンバー（Japan Century Guns）と略す。

## 番号指定の基準
市郡区番号は、次のような基準で指定される。
- 市郡区が新設された場合には、新番号を指定する。
- 市郡区の名称が変更され、かつ境界変更がある場合には、欠番となり新番号を指定する。
- 合併・編入により市郡区が消滅した場合には、欠番となる。

## 構成
都道府県番号
最初の2桁の数字で都道府県を表す。
| 北海道 01   | 青森県 02 | 岩手県 03 | 秋田県 04 | 山形県 05 | 宮城県 06   | 福島県 07 | 新潟県 08 | 長野県 09 | 東京都 10 |
| 神奈川県 11 | 千葉県 12 | 埼玉県 13 | 茨城県 14 | 栃木県 15 | 群馬県 16   | 山梨県 17 | 静岡県 18 | 岐阜県 19 | 愛知県 20 |
| 三重県 21   | 京都府 22 | 滋賀県 23 | 奈良県 24 | 大阪府 25 | 和歌山県 26 | 兵庫県 27 | 富山県 28 | 福井県 29 | 石川県 30 |
| 岡山県 31   | 島根県 32 | 山口県 33 | 鳥取県 34 | 広島県 35 | 香川県 36   | 徳島県 37 | 愛媛県 38 | 高知県 39 | 福岡県 40 |
| 佐賀県 41   | 長崎県 42 | 熊本県 43 | 大分県 44 | 宮崎県 45 | 鹿児島県 46 | 沖縄県 47 |           |           |           |

市番号
都道府県番号に続く2桁の数字で表す。
- 01を都道府県庁所在地の市に、以降は市制施行順（同日の場合は官報による公示順）に指定する。
  - 東京都の特別区は行政上市と同等の扱い[6]であるが、市郡区番号では23特別区全体に01を割り当て、以降は区と同等に取り扱う。
  - 埼玉県の県庁所在地であるさいたま市は1344が割り当てられている。これは1301が割り当てられていた浦和市が大宮市・与野市との3市合併により消滅したためである。

区番号
市番号に更に続く2桁の数字で表す。
- 東京都及び政令指定都市の条例による公示順に01から指定する。

郡番号
都道府県番号に続く3桁の数字で表す。
- 制定時は五十音順に001から指定する。
  - 北海道は、同一の郡でも町を所管する総合振興局・振興局（旧支庁）が異なると別の番号を指定する。
    - 01006 虻田郡（後志総合振興局）
    - 01007 虻田郡（胆振総合振興局）
    - 01014 雨竜郡（空知総合振興局）
    - 01081 雨竜郡（上川総合振興局）
    - 01042 空知郡（空知総合振興局）
    - 01043 空知郡（上川総合振興局）
    - 01045 天塩郡（留萌振興局）
    - 01046 天塩郡（宗谷総合振興局）
    - 01073 勇払郡（胆振総合振興局）
    - 01074 勇払郡（上川総合振興局）

  - 東京都の伊豆諸島および小笠原諸島に属する町村については「郡」が存在しないため、それらの町村を管轄する支庁を郡の代わりとする。
    - 10004 大島支庁
    - 10005 三宅支庁
    - 10006 八丈支庁
    - 10007 小笠原支庁

## 利用
電信で運用地名を示そうとしたとき、ローマ字または仮名で表記すると文字数が多くなることから市郡区番号が用いられる。また一部の国内コンテストではコンテストナンバーとして用いる。
JARLでは市・郡との交信についてアワードを発行している。
また、運用者が少ない市郡区や、新設・消滅する市郡区との交信を希望する局のためにその市郡区で運用することをJCC（JCG）サービスという。

## 派生

### 北海道及び東京の支庁の地域番号
JARL主催のコンテストなどを中心に、市郡区番号を一部改変した番号を用いる。
北海道は所管する14総合振興局・振興局ごとに3桁の番号で表す。
| 宗谷 101 | 留萌 102 | 上川 103 | オホーツク 104 | 空知 105 | 石狩 106 | 根室 107 |
| 後志 108 | 十勝 109 | 釧路 110 | 日高 111       | 胆振 112 | 檜山 113 | 渡島 114 |

東京都のうち小笠原諸島は都府県番号と同列に48を割り当てる。
- 従前は沖ノ鳥島（49）と南鳥島（50）は別番号であったが、2015年（平成27年）2月に統合[10]された。

### Turbo HAMLOG
アマチュア無線用業務日誌ソフトウェアであるTurbo HAMLOGでは、市郡区番号のあとにアルファベットを付すことで、独自に町や村の名前まで示す事ができるようにしている。